# NGC 3861A
NGC 3861A (другие обозначения — UGC 6724, MCG 3-30-93, ZWG 97.129, KCPG 299A, IRAS11424+2015, PGC 36604) — спиральная галактика (Sb) в созвездии Лев.
Этот объект входит в число перечисленных в оригинальной редакции «Нового общего каталога».
В галактике вспыхнула сверхновая SN 2014aa типа Ia, её пиковая видимая звездная величина составила 15,7.
Галактика NGC 3861 входит в состав группы галактик NGC 3861. Помимо NGC 3861 в группу также входят ещё 14 галактик.